# Oveng (Wele-Nzas)
Oveng ist ein Ort in der Provinz Wele-Nzas von Äquatorialguinea.

## Lage
Der Ort liegt im Süden der Provinz und nur wenige Kilometer südlich des Ortes Nsok, der dem Verwaltungsbezirk auch seinen Namen gibt. Die Grenze zu Gabun ist nur ungefähr 3 Kilometer entfernt.
Eine von Nord nach Süden verlaufende Straße verbindet die dicht beieinander liegenden Ortschaften Nsok, Mban und Acoaesakira im Norden, sowie Asiá und Ncamayop im Süden. Östlich des Ortes verläuft der Arroyo Ngon.
In der Nähe erstreckt sich der Nationalpark Altos de Nsork.

## Klima
Nach dem Köppen-Geiger-System zeichnet sich Oveng durch ein tropisches Klima mit der Kurzbezeichnung Am aus.